# Venus Express
Venus Express je evropská planetární sonda organizace ESA určená pro průzkum planety Venuše, především chemického složení a dynamiky její atmosféry. Sonda byla vypuštěna 9. listopadu 2005, k Venuši doletěla 11. dubna 2006. Původně se počítalo s dvouletou misí, nakonec sonda pracovala více než devět let, než začátkem roku 2015 zanikla v husté atmosféře planety.

## Konstrukce a vybavení
Tříose stabilizovaná sonda se základním tělesem tvaru kvádru o rozměrech 1,5 × 1,8 × 1,4 m byla vybavena dvěma křídly fotovoltaických článků o celkové ploše 5,7 m², dodávajících v maximální vzdálenosti od Slunce (u Země) minimálně 800 W elektrické energie, u Venuše až 1100 W a dobíjejících tři lithiumsulfonylové akumulátorové baterie s kapacitou 3 × 22,5 Ah. Na palubě sondy byly umístěny následující experimenty (celková hmotnost 93 kg):
- Fourierův spektrometr PFS (Planetary Fourier Spectrometer) pro studium chemického složení atmosféry, její teploty ve výškách 0 až 10 km a 55 až 100 km a lokálních variací teploty povrchu planety (Itálie);
- analyzátor plazmatu ASPERA (Analyser of Space Plasma and Energetic Atoms) v okolí planety (Švédsko);
- tříosý magnetometr MAG (Magnetometer) pro studium změn magnetického pole slunečního větru v oblasti jeho interakce s planetární atmosférou (Rakousko);
- spektrometr Spica-V/SOIR pro studium chemického složení atmosféry planety (Francie, Belgie, Rusko);
- mapující spektrometr pro ultrafialovou, viditelnou a blízkou infračervenou oblast VIRTS (Ultraviolet/Visible/Near Infrared Topographic Spectrometer) pro studium chemického složení atmosféry ve výškách pod 40 km a ke zjišťování pohybu mraků (Itálie, Francie);
- širokoúhlá multispektrální kamera VMC (Venus Mapping Camera) pro pořizování snímků v ultrafialové, viditelné a blízké infračervené oblasti spektra (Německo).

Část těchto vědeckých přístrojů byla již dříve postavena jako záložní exempláře pro sondy Rosetta a Mars Express.
Kromě toho bylo využíváno sledování signálu nosné frekvence palubních vysílačů k následujícím vědeckým pozorováním v rámci experimentu VeRa (Venus Radio Science); Německo):
- upřesnění parametrů gravitačního pole Venuše;
- při rádiových zákrytech bude stanovován teplotní a tlakový profil atmosféry;
- při rádiových zákrytech budou měřeny charakteristiky ionosféry;
- simultánního pozorování přímých a odražených signálů od povrchu planety (bistatický radar) bude využíváno k zjišťování nerovností terénu;
- při konjunkci se Sluncem k zjišťování vlastností sluneční koróny.

Vysílače sondy pracují v pásmu X (8,4 GHz) a S (2,3 GHz), povelový přijímač pracuje v pásmu S (2,1 GHz). Pro spojení s pozemními stanicemi v blízkosti Země sloužily dvě všesměrové tyčové antény, ve větších vzdálenostech dvě pevné parabolické antény o průměru 1,3 m resp. 0,3 m. Naměřená data byla zaznamenávána do velkokapacitní polovodičové paměti palubního počítače s kapacitou 12 Gbit (1.5GB). Orientace sondy byla zjišťována hvězdnými čidly, laserovými měřicími gyroskopy a hrubými čidly Slunce. Jako výkonné prvky stabilizace a orientace sloužily silové setrvačníky a osm trysek na dvousložkové kapalné pohonné látky (KPL) o tahu 8 × 10 N, které měly společné zásoby KPL ve dvou nádržích o celkové kapacitě 570 kg s hlavním motorem o tahu 400 N. Ten sloužil k navedení na oběžnou dráhu kolem Venuše. Malé trysky sloužily také k drobným korekcím dráhy. Pohonné látky byly do motorů dopravovány přetlakem hélia.

## Další informace
Řízení sondy zajišťovalo středisko VMCC (Venus Express Mission Control Centre) umístěné v areálu Evropského střediska vesmírných operací v německém Darmstadtu. Spojení zajišťuje pozemní stanice Cebreros u Madridu (Španělsko) za podpory stanic ve Villafranca (Španělsko), Kourou (Francouzská Guyana) a New Norcia (Austrálie).
Předpokládaná aktivní životnost sondy byly dva roky, mise však byla prodloužena a sonda fungovala více než 9 let. Náklady na vývoj a stavbu sondy, na zajištění jejího přístrojového vybavení a na její vypuštění ruskou nosnou raketou činily přibližně 220 milionů euro.[zdroj?]
Původ jména: První slovo názvu sondy je anglickou formou jména cílové planety; druhé slovo má zdůraznit rychlost, s jakou byla sonda zkonstruována a připravena ke startu (za pouhé dva roky).

## Průběh letu

### Od startu k Venuši
Sonda byla vypuštěna 9. listopadu 2005 v 03:33:34 UTC ruskou nosnou raketou Sojuz-FG s urychlovacím stupněm Fregat z kosmodromu Bajkonur a navedena na únikovou dráhu z gravitačního pole Země.

### Činnost u planety
Po heliocentrické dráze doletěla 11. dubna 2006 k planetě Venuši, kde byl zapojen přibližně na dobu 55 minut hlavní motor sondy, který snížil rychlost zhruba o 1,3 km/s. Tím sonda přešla na velmi excentrickou polární oběžnou dráhu kolem Venuše. V průběhu následujících pěti dnů byla korekcemi dosažena operační dráha ve výši 250 až 66 000 km a s dobou oběhu 24 hodin. Z této dráhy zkoumala planetu a její atmosféru po dobu nejméně dvou venušských siderických dní (2 × 243 dny), tedy do září 2007. Podle odhadů zásob paliva pro hlavní motor sondy je reálná možnost (pokud se neobjeví žádné problémy) dokonce několikanásobného prodloužení nominální mise – tj. udržení potřebné oběžné dráhy – až na 6 let, tedy do roku 2012. První snímky Venuše i další měření byly pořízeny už během prvních dnů mise, kdy se využilo extrémně eliptické dráhy před přechodem na plánovanou orbitu. V červnu 2007 poblíž Venuše prolétala sonda MESSENGER mířící k Merkuru a oběma vědeckým týmům, tj. pro MESSENGER i Venus Express se podařilo na den 5. června 2007 uspořádat společný experiment v pozorování jednoho z oblaků v atmosféře ve třech různých hodinách.

### Změna oběžné dráhy
V červenci 2008 byla postupně měněna dráha sondy na její oběžné dráze. Na novou, bližší k povrchu, byla uvedena 4. srpna 2008. Smysl této změny je, aby se dostala do kontaktu s atmosférou a byly tak prozkoumány vlivy brzdění, tedy i hustota horních vrstev atmosféry. Zároveň se tím umožní získat její další parametry.

### Prodloužení mise a zánik
Dne 7. října 2009 Evropská kosmická agentura schválila prodloužení mise do 31. prosince 2012. Na sklonku roku 2014 došlo sondě palivo potřebné ke stabilizaci její oběžné dráhy. Následkem toho již sonda nebyla schopna opravovat pokles oběžné dráhy, takže se od prosince 2014 postupně nořila do vrstev atmosféry Venuše. Během několika následujících týdnů došlo vlivem brzdění o atmosféru k takovému poklesu, že sonda v atmosféře zanikla.
Dne 16. prosince 2014 ESA oznámila misi oficiálně za ukončenou. Poslední signál ze sondy ESA zachytila 18. ledna 2015.